# Grammatorcynus bilineatus
El carite cazón pintado (Grammatorcynus bilineatus) es una especie de pez perciforme de la familia Scombridae.

## Morfología
Los machos pueden llegar alcanzar los 100 cm de longitud total y los 3,500 kg de peso.

## Distribución
Se encuentra desde el mar Rojo hasta el mar de Andamán, las islas Ryukyu, las costas septentrionales de Australia, las islas Marshall y  Fiyi.